# Općina Brvenica
Brvenica (makedonski: Општина Брвеница, albanski: Komuna e Brevincës) je jedna od 80 općina Sjeverne Makedonije koja se prostire na sjeverozapadu Sjeverne Makedonije.  
Upravno sjedište ove općine je grad  Brvenica.

## Zemljopisne osobine
Brvenica graniči s općinom Tetovo na sjeveru, te s općinom Želino na istoku, s općinom Makedonski Brod na jugu, s općinom Gostivar na jugo-zapadu, s Vrapčište na zapadu, te s općinom Bogovinje na sjeverozapadu
Ukupna površina Općine Brvenica  je 164.3 km².

## Stanovništvo
Brvenica  ima 15 855 stanovnika. Po popisu stanovnika iz 2002. nacionalni sastav stanovnika u općini bio je sljedeći; .

## Naselja u Općini Brvenica
Ukupni broj naselja u općini je 10, i svih 10 su sela.

## Pogledajte i ovo
- Sjeverna Makedonija
- Općine Sjeverne Makedonije

## Vanjske poveznice
- Brvenica na stranicama Discover Macedonia